# Теорема Пуанкаре — Бендиксона
Теорема Пуанкаре — Бендиксона — теорема в теории динамических систем, описывающая возможные типы предельного поведения траектории векторного поля на плоскости или на сфере. Теорема утверждает, что предельное поведение траекторий в этом случае регулярно, и не может быть хаотическим (невозможно даже наличие всюду плотных орбит).

## Формулировка теоремы
| Пусть задано {\displaystyle C^{1}}-гладкое векторное поле на сфере или на плоскости или в некоторой ограниченной области плоскости (в последнем случае, направленное внутрь на границе области), имеющее лишь конечное число особых точек. Тогда ω-предельное множество любой траектории — это либо (1) особая точка, либо (2) периодическая траектория, либо (3) полицикл (объединение особых точек и соединяющих их отрезков траекторий). Аналогичное утверждение имеет место и для α-предельных множеств. |

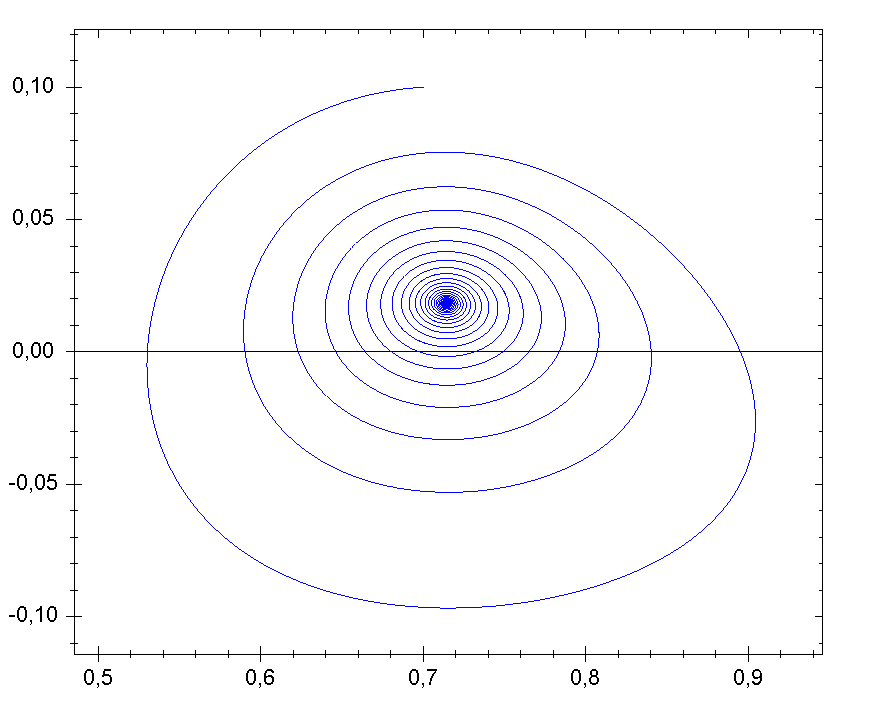
Пример случая 1.
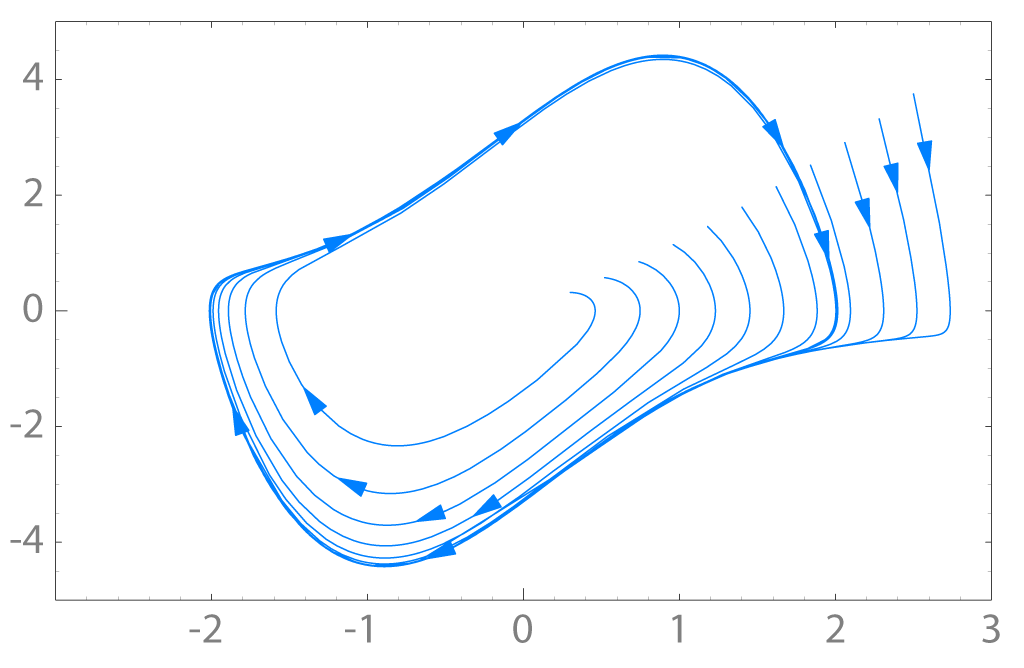
Пример случая 2.
Пример случая 3.